# پیر مارتینس
پیر مارتینس (انگلیسی: Pere Martínez؛ زادهٔ ۲۴ ژوئیهٔ ۱۹۹۱) بازیکن فوتبال اهل اسپانیا است.
از باشگاه‌هایی که در آن بازی کرده‌است می‌توان به باشگاه فوتبال هرکولس و باشگاه فوتبال اتلتیکو مادرید بی اشاره کرد.